# Арте повера

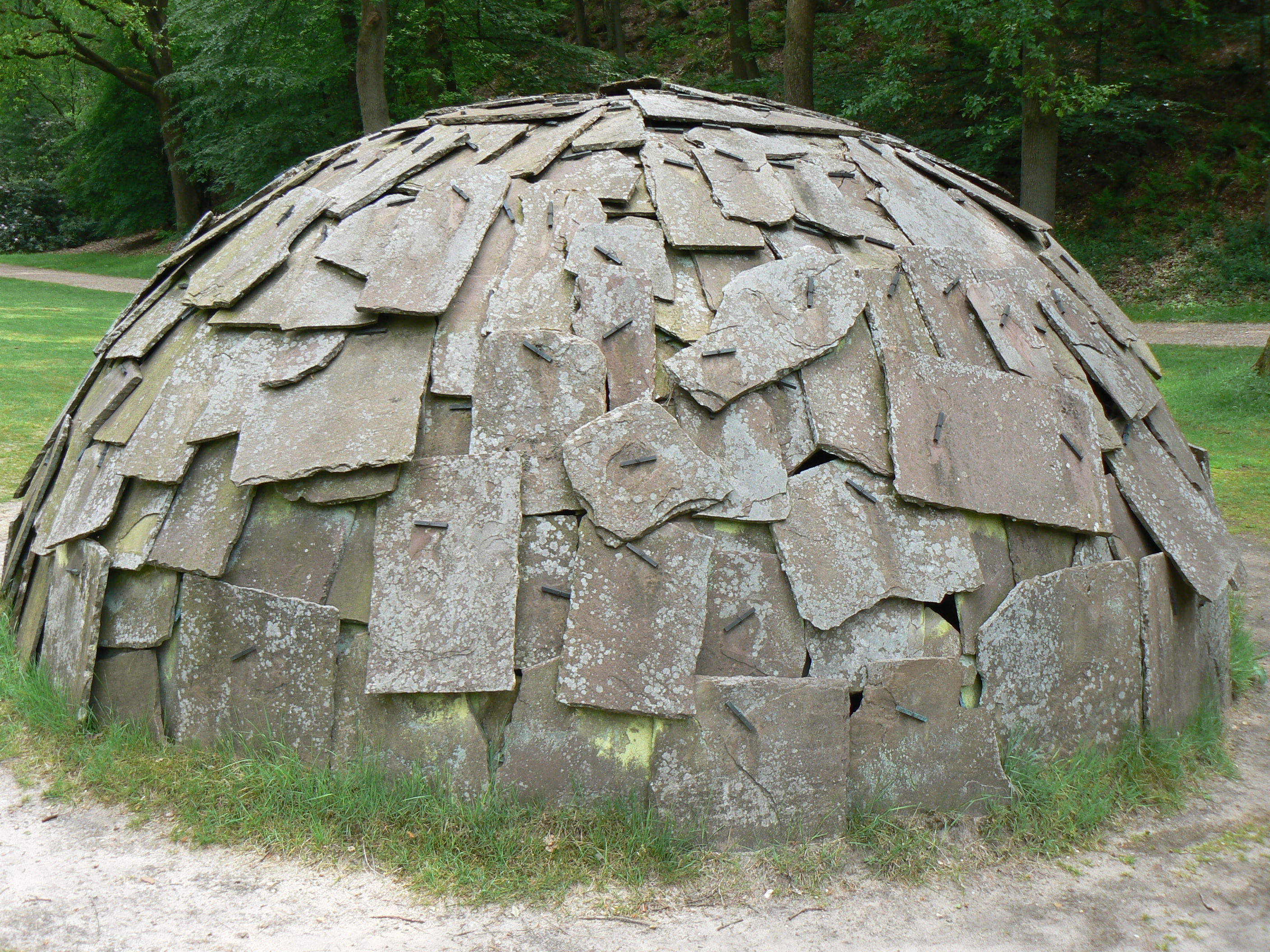
Марио Мерц. «Иглу из камня»

А́рте по́вера (итал. Arte Povera — бедное искусство) — термин, введённый в 1967 году искусствоведом и куратором Джермано Челантом для определения художественного течения, объединившего художников из Рима, Турина, Милана и Генуи во второй половине 1960-х — 1970 годах. Таким образом, новым термином Челант обозначил эпоху нового итальянского искусства. Под «бедностью» понималось примерно то же самое, о чём говорили на Западе. Арте повера становится направлением, которое отрицает богатства сложившейся культуры, отрекается от всего прекрасного, разумного и доброго. Всё утратило смысл: сокровища культуры больше не представляют ценности — они скомпрометированы и утратили доверие. Художники арте повера визуализировали диалог между природой и индустрией, используя промышленные или нехудожественные материалы, хотели освободить творчество от ограничений традиционных форм искусства и художественного пространства, а также играли с политическим измерением индустриальных материалов. Движение стало заметным явлением на международной арт-сцене. Если в Америке господствовал абстрактный экспрессионизм и последовавший за ним минимализм, который также использовал индустриальные материалы, то Италия первой решила обратиться к природному и ручному. С точки зрения художников арте повера, минимализм занимался аспектами формы и не затрагивал поэтические, политические и исторические проблемы, которые были важны для арте повера. Арте повера не было объединением художников, имеющим свой манифест. Это было прежде всего движение, которое при помощи куратора и критика было признано и классифицировано в своей совокупности. Некоторые из художников арте повера, которые принадлежали к разным поколениям, были уже хорошо известны в арт-кругах Италии.

## История возникновения
На протяжении XX века Италия не единожды пыталась предложить новый взгляд на творческий процесс, начиная с зарождения итальянского авангарда, впервые предложенного в виде первого манифеста футуризма Филиппо Томазо Маринетти в 1909 году, вплоть до деятельности Джорджо де Кирико, занявшего своей «метафизической живописью» позицию, диаметрально противоположную возникшему модернистскому течению. Авангард, появившийся в Италии, стал реакцией на индустриальный рывок и сподвигнул художников находить новые художественные методы для выражения изменившегося мироощущения. Антиавангардное течение, представители которого были настроены антитехнологически, началось с Джорджо де Кирико и было подхвачено другими деятелями послевоенного искусства Италии, такими как Альберто Бурри, Пьеро Мандзони, Лучо Фонтана. Именно работы этих деятелей искусства позднее отразились в творчестве художников Арте повера.  Движение арте повера зародилось в Италии в начале 1960-х годов. Предпосылками к его возникновению становится факт резкого экономического подъёма Италии в 1950–1960-х годах, вызванный развитием промышленности. Вместе с экономическим подъёмом приходит развитие и утверждение потребительской культуры. Основными представителями течения становятся Микеланджело Пистолетто, Джузеппе Пеноне, Марио Мерц и другие. Художники арте повера считали себя политическими художниками, которые верили в серьёзную социальную роль искусства.
В то же время их произведения отсылали к историческому прошлому Италии — страны, которая на протяжении многих веков являла миру гениев художественного искусства.

Организатор выставки арте повера в Городском музее в Турине в 1970 году, редактор книги «Арте повера: концептуальное, актуальное или невозможное искусство?» (1969), Челант надеялся, что использование «бедных» материалов и отказ от традиционных представлений об искусстве как о «продукции» для собирания и коллекционирования, подорвут коммерциализм, заполнивший мир искусства. Первая выставка арте повера под названием «Arte Povera e IM Spazio» состоялась в Генуе в галерее La Bertesca в 1967 году и была организована Джермано Челантом. Выставка сопровождалась текстом, который был вскоре дополнен и опубликован в Flash Art под названием «Arte Povera: Notes for a Guerrilla War». Эти события положили начало арте повера, движения, центры которого находились в Турине и Риме. Движение арте повера не стало краткосрочным локальным явлением: 

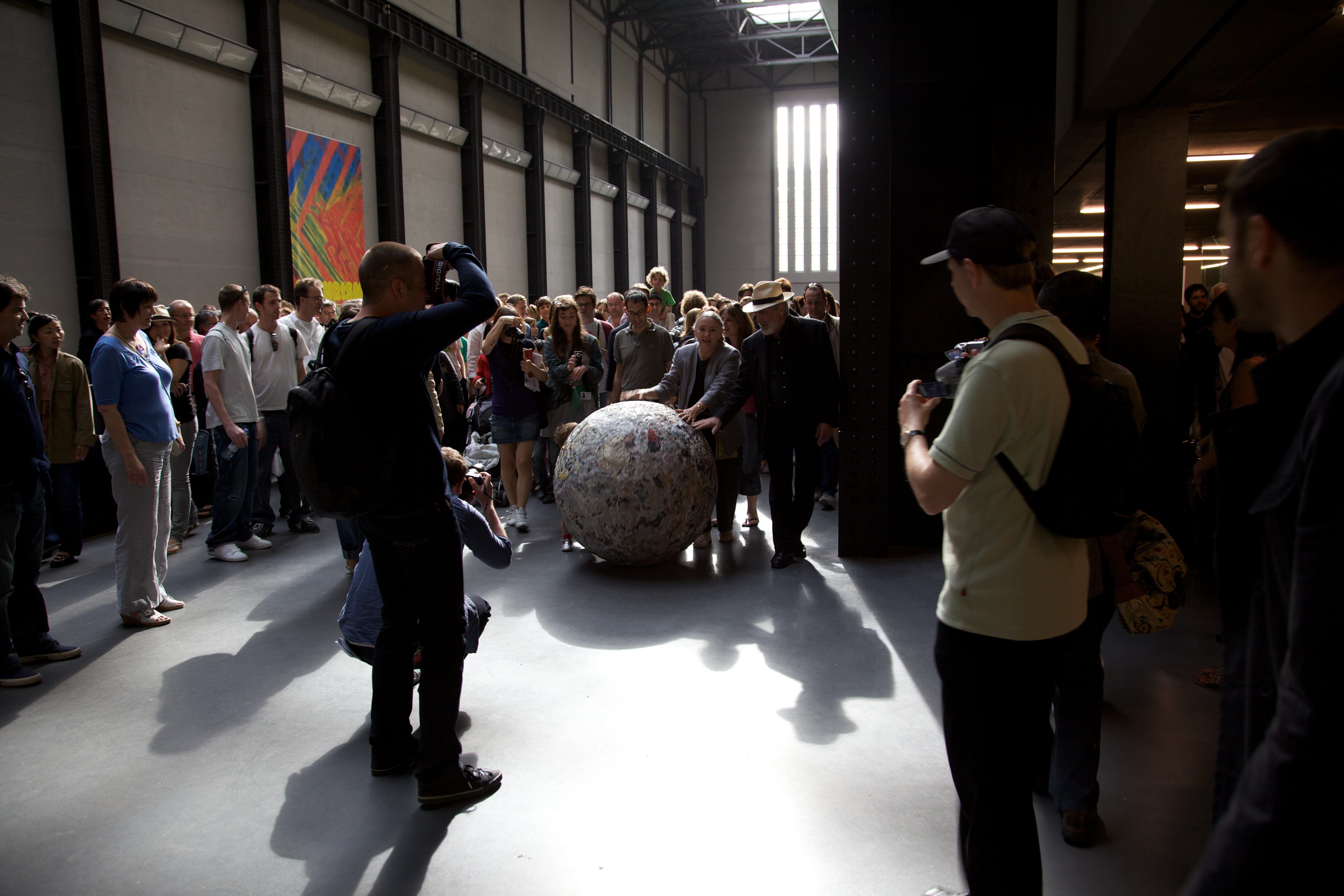
«Newspaper Sphere», 2009. Микеланджело Пистолетто с женой Марией повторяет в Лондоне акцию Walking Sculpture, впервые представленную в 1966 на улицах Турина

«Сложность и многоуровневость творческих жестов и концептуалистское переосмысление художественных процессов Арте повера не позволяют трактовать это направление как исключительно реакционистское. Одна из причин – умение представителей движения совмещать критическое переосмысление настоящего страны с романтизирующим взглядом на прошлое Италии». 
Движение просуществовало с 1960-1979 гг. Сегодня произведения художников арте-повера находятся в ведущих музеях мира, из которых представители данного течения так хотели сбежать.

## Выразительные средства
Представители течения видели своей главной задачей борьбу с капитализмом, «красивым искусством». В связи с этим, в своих работах художники использовали обрывки газет, мусор, листья табака, тряпки - все это являлось действительностью, которая их окружала и которую они хотели выразить.Стремление художников арте повера сбросить искусство с его пьедестала привело к экспансии форм и материалов: самые банальные и привычные вещи могли быть интегрированы в художественный контекст. Как следствие, спектр используемых материалов и ресурсов радикально расширился. Желание раздвинуть границы искусства и жизни привели, кроме того, к подходам, основанным на процессах. Временные инсталляции и действия, направленные только на данный момент, характерны для искусства арте повера конца 1960-х годов. В работах более поздних лет радикальные приёмы стали привычными, и традиционным формам снова нашлось применение в произведениях художников арте повера.
Таким образом, Марио Мерц, Микеланджело Пистолетто, Марио Чероли, Джулио Паолини, Яннис Кунеллис, создавая свои инсталляции, стремились к выявлению поэтики простых вещей, тем самым возвышая их над «красивым искусством». Они пытались выразить их взаимодействие с обыденной жизнью. Специально выставляясь в залах художественных музеев, они подчёркивали контраст между экспозиционным пространством и обиходной семантики, тем самым позволяя раскрыться простым вещам, выразим их эмоциональную ауру.
Произведения не лишены символического смысла, однако этот смысл свободен и имеет большое ассоциативное поле, не имея значение чего-то конкретного. Так, к этому тяготеют многие работы Янниса Кунеллиса, в которых художественное пространство и его атмосфера создаётся путём неназойливого сочетания вещей, которые человек может увидеть в своей повседневной жизни: это сочетания подобранных на свалке вещей, мешков с углем, гипсов античных статуй и огня газовых горелок. Примером может послужить объект Лучано Фебри, поименованный «Принеси мне голову Иоанна Крестителя на блюде» и представляющий собой большую стеклянную чашу на белой скатерти стола, наполненную стеклянными осколками.
Многие работы художников арте повера создают впечатление автономности и самодостаточности в их художественном жесте. Под автономностью понимают способность произведения жить своей жизнью: применяемые художниками материалы, такие как бетон, (Ансельмо, Дзорио), продукты промышленности (Кунеллис, Марио Мерц), зеркала (Пистолетто, Фабро), отсылают как к предметам индустриального производства, так и к кустарным методам работы. Своими работами представители течения арте повера, возникшего около пятидесяти лет назад, совершили творческую революцию, в которой в очередной раз утвердили свободу языка искусства от принадлежности к какой-либо строгой системе, заложив основы новой эстетики, которая гласила, что искусство - среди нас.

## Арте повера и «ситуационисты»
Похожий взгляд на мир имели «ситуационисты» во Франции. Их главной идеей была мысль о том, что эпоха Новой истории с её тоталитаризмом, возникающих и правящих идеологий, рыночных демократий, массовых коммуникаций не может сосуществовать рядом с такими вещами, как «шедевр», «картина», «музей». Данные вещи присутствуют в окружающем мире, но главным парадоксом становится тот факт, что существуют они только как механизм рынка. Теоретическую основу течения «ситуационистов» составлял Ги Дебор. Приверженцы этого направления определяют культуру как «отчуждённую». Дебор и другие участники понимали это отчуждение как 
«...тотальную зрелищность богатого и развитого общества с его инструментами воздействия на человека. Отсюда и призыв «вмешаться в зрелище и разрушить его». 
Именно с помощью таких площадок для «зрелищ», как театры, музеи и журналы власть, по мнению приверженцев течения, осуществляет контроль над людьми. Следовательно, необходимо низвергнуть культуру и возвратиться к первоэлементам жизни. Джермано Челант называет их «атрибутами» и выделяет следующие: медь, земля, вода, реки, суша, снег, огонь, трава, воздух, камень, электричество, небо, сила тяжести и прочее. В этой идее главной мыслью является то, что вокруг нас существуют художественные вещи, а нехудожественных вокруг нас нет. Такие предметы, как мольберт, тюбик с краской, палитра, набор кистей, окружающие художника в привычном для нас образе, становятся символами обмана. 
«Очистив искусство от вредных вирусов, мы останемся один на один с чистыми стихиями Вселенной и элементарными вещами нашего окружения».

## Международное и коммерческое признание
Расцвет арте повера пришёлся на 1967—1972 годы, но его влияние на последующие художественные течения было значительным и продолжительным. Уже в конце 1960-х годов движение арте повера воспринималось не только как национальная художественная тенденция, а в общем международном контексте. В это время, благодаря возможностям медиального обмена, интернациональные параллели стали заметнее, чем национальные различия. Работы художников арте повера были выставлены на таких легендарных выставках как «Live in Your Head: When Attitudes Become Form» (Kunsthalle Bern, 1969; Институт современного искусства, Лондон, 1969) и «Op Losse Schroeven» (Stedelijk Museum, Амстердам, 1969), вместе с произведениями концептуального искусства, лэнд-арта и минимализма.
В 1966 году Пьеро Джиларди, Джанни Пьачентино, Микеланджело Пистолетто, Алигьеро Боэтти, Джованни Ансельмо организовывают выставку в галерее Спероне, в Турине, под названием «обитаемое Arte Abitabile Искусство». Эта выставка ставит целью дать ответ американскому, минимальному Искусству, и особенно творчеству Don Джадд и на Почве LEWITT, выставляемые двумя месяцами ранее в Jewish Museum, в Нью-Йорке, демонстрацией Primatury Structures. Итальянцы сохраняют большую визуальную простоту своих произведений, но отклоняют холодность и нейтралитет в пользу субъективного фактора чувствительности. Эта демонстрация зарождает направление Arte Povera.
В начале 1970-х годов стало очевидно, что надежды художников арте повера на социальные и эстетические изменения в повседневной жизни посредством искусства не оправдались. Более того, художественный рынок оказался способным интегрировать эти открытые формы искусства.
Крупная коллекция работ художников арте повера за пределами Италии находится в Художественном музее Лихтенштейна.
В Санкт-Петербурге, в 2018 году в залах Государственного Эрмитажа прошла выставка «Арте Повера. Творческий прорыв». Выставка «Арте Повера. Творческий прорыв» проходит в рамках проекта «Эрмитаж 20/21». На ней было представлено более пятидесяти работ итальянских художников второй половины двадцатого века. Произведения были предоставлены Музеем современного искусства Кастелло ди Риволи (Риволи–Турин, Италия), при участии Галереей современного искусства GAM (Турин, Италия), а также при посредничестве Villaggio Globale International и поддержке компании Lavazza (Италия).

## Основные представители
- Алигьеро Боэтти (Alighiero Boetti)
- Piero Gilardi
- Pier-Paolo Calzolari
- Rossella Cosentino
- Яннис Кунеллис
- Марио Мерц
- Marisa Merz
- Джулио Паолини (Giulio Paolini)
- Пино Паскали
- Джузеппе Пеноне
- Микеланджело Пистолетто
- Emilio Prini
- Джан Карло Риккарди (Gian Carlo Riccardi)
- Salvo (Salvatore Mangione)
- Марио Чероли (Mario Ceroli)
- Джильберто Зорио (Gilberto Zorio)
- Джованни Ансельмо
- Лучано Фабро (Luciano Fabro)

## Выставки
- 2018 г. —  выставка «Арте Повера. Творческий прорыв», Государственный Эрмитаж, Санкт-Петербург